# Karmen Fouché
Karmen Fouché (* 2. Januar 2003) ist eine südafrikanische Leichtathletin, die im Weit- und Dreisprung sowie im Siebenkampf an den Start geht.

## Sportliche Laufbahn
Erste internationale Erfahrungen sammelte Karmen Fouché im Jahr 2021, als sie bei den U20-Weltmeisterschaften in Nairobi mit einer Weite von 6,32 m den siebten Platz im Weitsprung belegte. Im Jahr darauf gelangte sie bei den Afrikameisterschaften in Port Louis mit 6,10 m auf Rang fünf, ehe sie bei den U20-Weltmeisterschaften in Cali mit 6,31 m ebenfalls den sechsten Platz belegte. 2024 wurde sie bei den Afrikameisterschaften in Douala mit 12,87 m Sechste im Dreisprung. Im Jahr darauf belegte sie bei den World University Games in Bochum mit 5783 Punkten den achten Platz im Siebenkampf.
2024 wurde Fouché südafrikanische Meisterin im Dreisprung sowie 2025 im Siebenkampf.

## Persönliche Bestleistungen
- Weitsprung: 6,56 m (−1,9 m/s), 11. März 2023 in Sasolburg
- Dreisprung: 13,14 m (+0,3 m/s), 18. März 2024 in Pretoria
- Siebenkampf: 5995 Punkte, 6. Juli 2025 in Talence